# Northern Line
Northern Line és una línia de ferrocarril de trànsit ràpid del Metro de Londres (en anglès London Underground), que apareix al mapa (the Tube map) de color negre. La línia circula de l'estació de Morden a Edgware o High Barnet i el traçat de la línia és soterrat a gran profunditat, a Londres aquest tipus de línies són conegudes com el tub (en anglès the tube) per la forma que tenen els túnels.
És la línia que transporta més passatgers, en nombres absoluts, de la xarxa de metro: 206.734.000 passatgers per any. Tot i el seu nom, la Northern Line no dona servei a les estacions situades més al nord, de fet serveix a les que es troben més al sud, 29 de les seves estacions es troben a la riba sud del riu Tàmesi.
La línia té una història complicada, ja que l'actual línia està formada per dos branques en la secció nord, dos més a la central i el tram sud s'hi reflecteix la seva gènesi com a tres companyies de ferrocarrils sepadares que arribaren alhora i que es van combinar entre la dècada de 1920 i 1930. A més d'una extensió a la dècada de 1920 planificada per quatre companyies i que després s'acabà abandonant. Des de la dècada de 1930 fins a la de 1970 les vies d'una setena companyia dirigiren una part de la Northern Line.